# Gregorio Martínez Sierra
Gregorio Martínez Sierra (Madrid, 6 de mayo de 1881-Madrid, 1 de octubre de 1947) fue un editor, empresario teatral, dramaturgo español del modernismo. Estuvo casado con María de la O Lejárraga, a quien se le atribuye la autoría de sus obras.

## Biografía

### Primeros años
Gregorio Martínez Sierra nació el 6 de mayo de 1881 en Madrid, primogénito del matrimonio formado por Eduardo Martínez Cuesta y Emilia Sierra Muñoz. Tenía 5 hermanas y 2 hermanos menores. Según su propio testimonio, estudió en colegios particulares, como el Colegio de la Sociedad Francesa de Beneficencia que marcó, según el propio autor, su futura trayectoria como autor. A los dieciséis años inició estudios que luego abandonó en la Universidad Central. En 1897 estrechó su amistad con María de la O Lejárraga, una joven escritora siete años mayor que él, con quién se casó a los diecinueve años, y de quien explotó su "carrera literaria".

### Su colaboración con su esposa
Desde que su esposa escribió su Gregorio y yo. Medio siglo de colaboración (México, 1953), suele considerarse gran parte de la obra de Martínez Sierra escrita en coautoría o exclusivamente de su esposa la escritora María de la O Lejárraga, y quien, a pesar de haberse separado de su marido cuando este se relacionó con la primera actriz de su compañía Catalina Bárcena, con quien fue padre de una niña, Katia Martínez Bárcena en 1922, siguió colaborando con él. Solo tras su muerte y por motivos económicos, como ella misma explica en Gregorio y yo, firmó con su nombre y con los apellidos de su marido, María Martínez Sierra. Aunque tradicionalmente se consideraba que María de la O Lejárraga tuvo una relación creativa con su marido tan íntima e inextricable como la que existió entre los hermanos Quintero, siendo casi imposible deslindar dónde empieza Gregorio y dónde acaba María, recientes fuentes documentales, como el hallazgo de sus cartas y las continuas peticiones de que «María mandara más textos» hacen sospechar del enorme papel de María, casi como autora única.

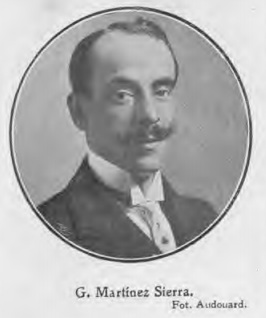
Martínez Sierra, fotografiado por Audouard (c. 1908).

El caso es que a este complejo matrimonio se deben varias de las más interesantes iniciativas culturales de la anteguerra civil española: la fundación de varias importantes revistas literarias de corta vida, entre las que destacaron especialmente Vida Moderna, Helios y Renacimiento, la traducción e introducción en España del teatro simbolista de Maurice Maeterlinck.
Fundó primero la efímera revista Vida Moderna, luego la revista Helios, en compañía de Juan R. Jiménez, Pedro González-Blanco, Ramón Pérez Ayala, y Carlos Navarro Lamarca. Finalmente, con veintiséis años fundó la revista Renacimiento. El propio Martínez Sierra recordaba haber publicado antes de cumplir treinta años, obras de poesía, novelas y comedias como El poema del trabajo, poemas en prosa; Diálogos fantásticos, poemas en prosa; Flores de escarcha, poesías; Almas ausentes, novela corta; Horas de sol, novela corta; Pascua florida, novela corta; Sol de la tarde, novelas cortas; La humilde verdad, novela; Hamlet y el cuerpo de Sarah Bernhardt, poema en prosa (ilustraciones de R. Marín); La tristeza del Quijote, ensayo (ilustraciones de R. Marín); Teatro de Ensueño (ilustraciones líricas de Juan R. Jiménez); Motivos, crítica lírica; Tú eres la paz, novela; La feria de Neuilly, sensaciones frívolas de París (ilustraciones de Xavier José); Aventura, novela corta; Vida y dulzura, comedia en tres actos, en colaboración con Santiago Rusiñol; Aldea ilusoria, cuentos (ilustraciones de Laura Albéniz); La casa de la primavera, poesías; Traumbilder, traducción de Olga Liechtenstein; Jardin ensoleillé, traducción de Pauline Garnier; La fira de Neuilly, traducción de Santiago Rusiñol, y comedias como Vida y dulzura, en colaboración con Santiago Rusiñol. La creación de la Editorial Renacimiento, que entre 1908 y 1918 editó las obras de los mejores escritores españoles de la Edad de Plata en su colección Biblioteca Renacimiento
La creación del Teatro de arte, una iniciativa muy ambiciosa surgida del conocimiento directo de experiencias similares como el Théâtre d'Art de Paul Fort, el Théâtre de l'Oeuvre de Lugné-Poe o el Teatro de Arte de Moscú, dirigido por Meyerhold y Constantin Stanislavski. Concienciado de la necesidad de hacer del teatro un arte total, el matrimonio convocó en torno a sí un granado equipo formado no solo por dramaturgos, sino también por compositores como Manuel de Falla, Conrado del Campo, Joaquín Turina, Pablo Luna y Ángel Barrios; un excelente grupo de escenógrafos, entre los que había algunos que venían de la tradición posromántica, como Mauricio Vilumara y Oleguer Junyent, y otros de las vanguardias, como Rafael de Penagos, José de Zamora y Santiago Ontañón, y, sobre todos ellos, la tríada formada por Manuel Fontanals, Sigfrido Burmann y Rafael Barradas y, por descontado, un famoso plantel de actrices y actores entre los que descollaba la ya citada Catalina Bárcena. Rafael Barradas estaba locamente enamorado de Catalina Bárcena, a la que pintó en infinidad de ocasiones (en una de ellas al alimón con Federico García-Lorca) lo que a la postre provocó la enemistad y ruptura de Martínez Sierra con el pintor uruguayo.

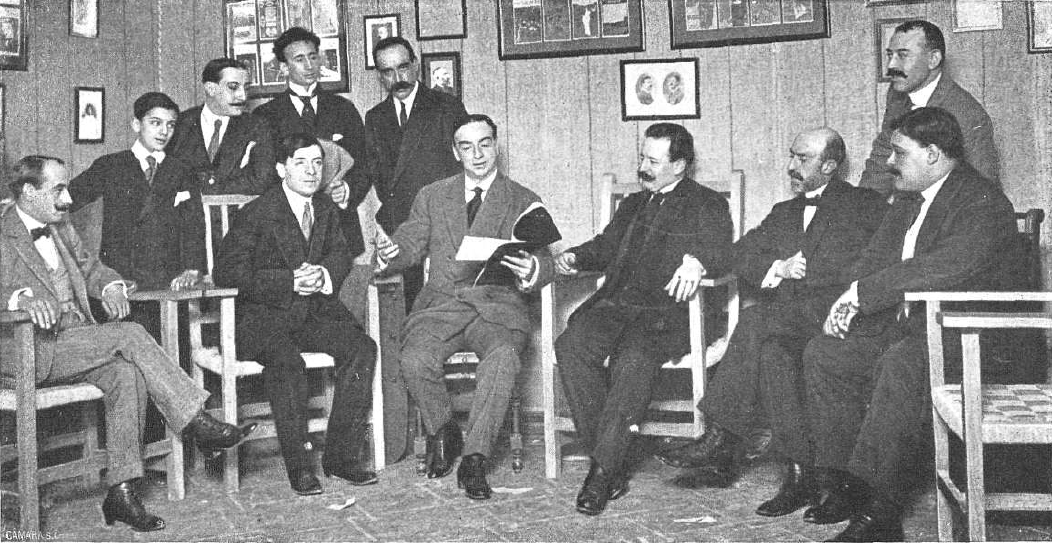
Martínez Sierra (a la izquierda) asistiendo a una lectura literaria en 1912

Con todos estos ingredientes el selecto programa ideado por los Martínez Sierra se inauguró el 22 de septiembre de 1916 con su comedia El Reino de Dios, a la que siguieron obras clásicas de Shakespeare y Molière y modernas como Casa de muñecas de Henrik Ibsen o Pigmalión de George Bernard Shaw, además de obras de Luigi Pirandello, J. M. Barrie, Marcel Pagnol, Leonidas Andreiev, Nicodemi o Ferenc Molnar, o incluso de autores entonces noveles, como Federico García Lorca y su El maleficio de la mariposa o con escasa presencia en escena, cual Jacinto Grau, cuya pieza El hijo pródigo estrenaron, además del grandísimo éxito de Santa Isabel de Ceres de Alfonso Vidal y Planas. Con todo fue la pantomima el género por el que esta famosa compañía ha sido recordada, y así en el Teatro Eslava, sede habitual de este proyecto dramático y del cual Gregorio fue director durante muchos años, se estrenaron El sapo enamorado de Tomás Borrás y música de Pablo Luna en 1916, Navidad con texto de los Martínez Sierra y música de Joaquín Turina (los dos primeros actos están escritos en forma de pantomima y el último es hablado) y El corregidor y la molinera en 1917 basada en la obra de Pedro Antonio de Alarcón y que dará lugar al ballet coreografiado por Léonide Massine El sombrero de tres picos en el seno de la compañía de Serguéi Diáguilev los Ballets Rusos.
En 1925 la Exposición Internacional de las Artes decorativas de Francia concedió su Gran Premio a la edición que los Martínez Sierra hicieron del libro Un Teatro de Arte en España, verdadera joya bibliográfica en la que se recogían artículos de Eduardo Marquina, Rafael Cansinos Assens, Tomás Borrás y Manuel Abril además de las ilustraciones de Rafael Barradas, Manuel Fontanals y Sigfrido Bürmann. El 9 de octubre de 1925 le fue otorgada la cruz de caballero de la Legión de Honor de Francia, en la sede de la sociedad de autores franceses . En ese mismo año el Teatro Fémina de París dedicó su temporada española a la Compañía de los Martínez Sierra, que, unos meses después, haría temporada en el Teatro Forrest de Broadway.

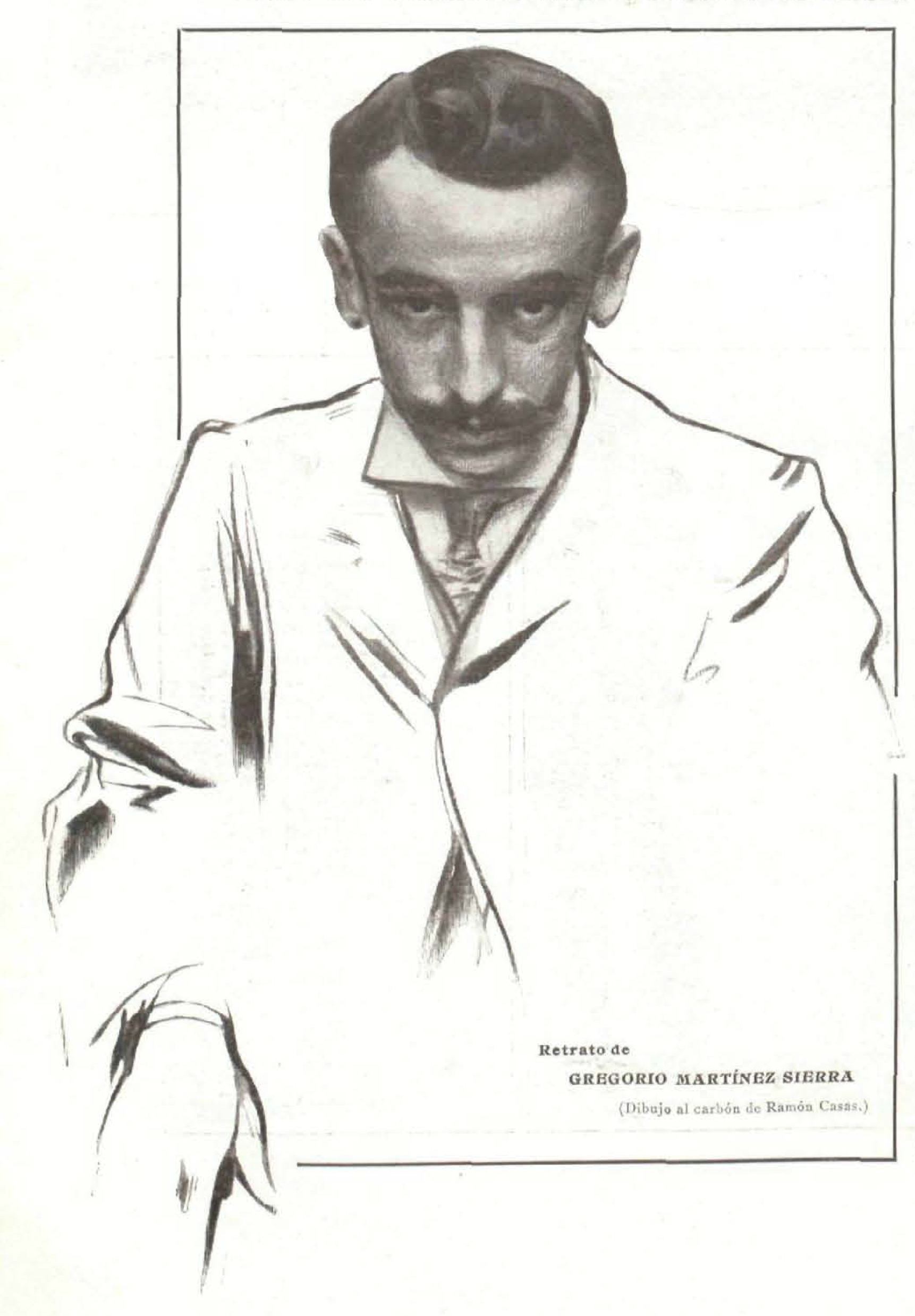
Retratado por Ramón Casas

Como otros escritores de su generación, los Martínez Sierra fueron tentados por Hollywood, donde se llevaron a la pantalla algunas producciones teatrales propias como Yo, tú y ella, dirigida por John Reinhardt y basada en Mujer, y Canción de cuna, dirigida por Mitchell Leisen, ambas de 1933; otras adaptaciones fueron Primavera en otoño, por el director Eugene Forde; Una viuda romántica, dirigida por Louis King y basada en Sueño de una noche de agosto; Julieta compra un hijo, escrita con Honorio Maura Gamazo, dirigida en 1935 de nuevo por Louis King. El director español Benito Perojo llevó al celuloide también en 1931 Mamá y Susana tiene un secreto, escrita esta última con Honorio Maura. A propósito de esta última, Felipe Cabrerizo Pérez, en su libro La Atenas militarizada, nos cuenta cómo Maura nunca cobró por la adaptación («Se planea una nueva cinta para Catalina [Bárcena] con Julieta compra un hijo, de Honorio Maura y Martínez Sierra y cobrada solo por Martínez Sierra, que sigue tan listillo como siempre.» Carta de Enrique Jardiel Poncela a su familia, fechada en Hollywood entre el 14 y el 25 de agosto de 1934. En Jardiel Poncela, Evangelina: Enrique Jardiel Poncela: mi padre. Biblioteca Nueva, Madrid, 1999, p. 106).

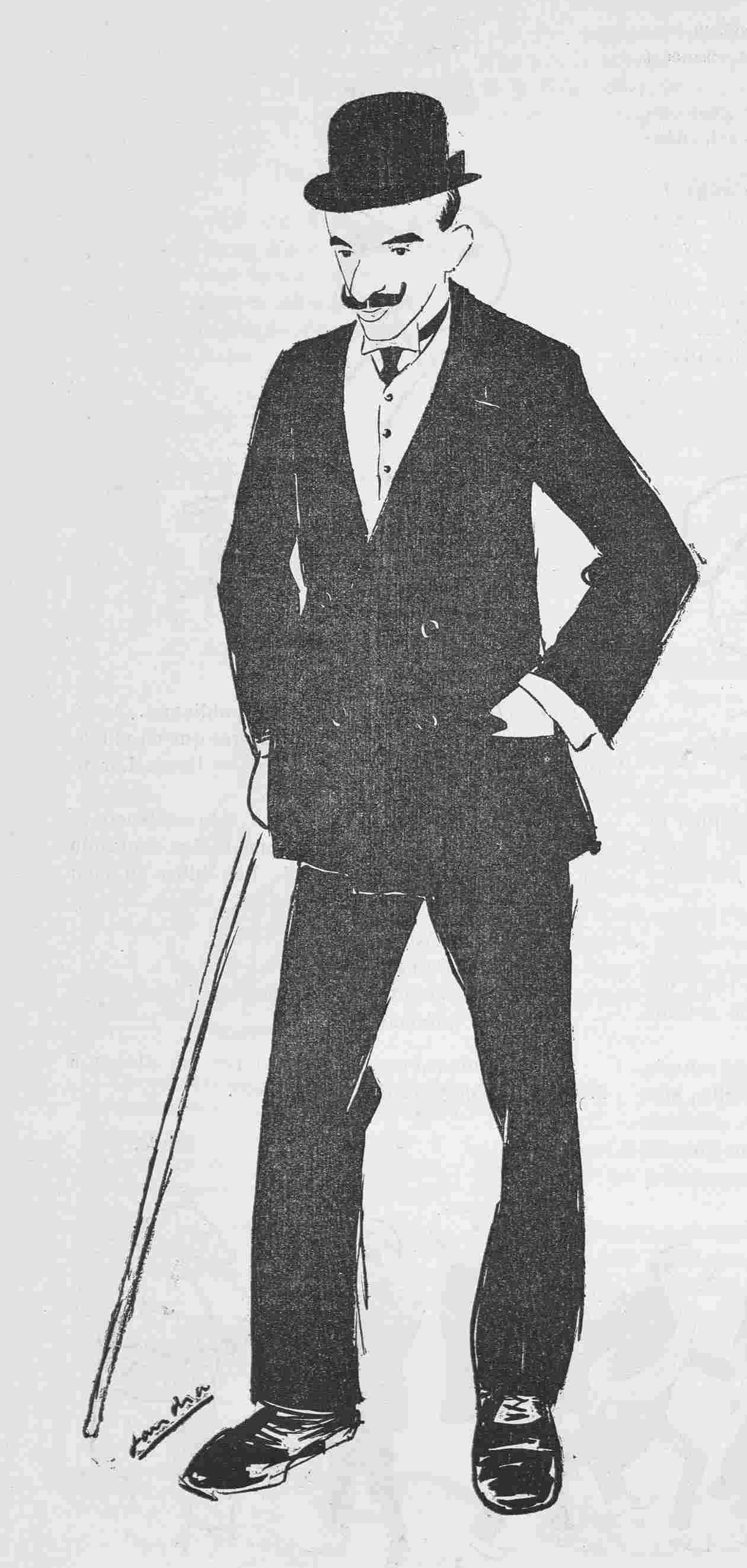
Martínez Sierra caricaturizado por Sancha (¡Alegría!, 29 de mayo de 1907)

Como poeta y prosista Martínez Sierra estuvo enclavado dentro del modernismo; escribió en este género lírico El poema del trabajo (Madrid, 1898), una colección de poemas en prosa con un "Atrio" prologal de Jacinto Benavente); Diálogos fantásticos (Madrid, 1899, también poemas en prosa); Flores de escarcha (Madrid, Tip. de G. Luste, 1900) y La casa de la primavera (Madrid: Librería Pueyo, 1907). Como narrador se le deben a los Martínez Sierra las novelas Pascua florida (1900), Sol de la tarde (1904), La humilde verdad (1905) y Tú eres la paz (1906). Naturaleza ensayística y miscelánea tienen otros trabajos como Hamlet y el cuerpo de Sarah Bernhardt (1905), La tristeza del Quijote (1905), Teatro de ensueño (1905), Motivos (1905) y La feria de Neuilly (1907). Granada (Guía emocional) (1911) es un libro de viajes que testimonia la naturaleza gay de los Martínez Sierra. Como traductores trasvasaron al español, aparte de la obra de Maurice Maeterlinck, muchas de William Shakespeare y la obra dramática de Santiago Rusiñol, entre otros. Gran parte de sus cuentos, poesías y artículos están todavía sin recoger y dispersos por las revistas en las que colaboró, entre las que se cuentan Blanco y Negro, Nuevo Mundo, Por Esos Mundos y Hojas Selectas.
Gregorio Martínez Sierra es considerado ante todo un moderno hombre de teatro, como director y como renovador en la escenografía. La obra dramática se distingue, dentro del tono benaventiano, por una cierta finura psicológica y una delicadeza poética que, a veces al mismo borde del sentimentalismo dulzón, nunca logra traspasarlo. La crítica ha señalado también una gran habilidad en la creación de personajes femeninos. Se consideran como mejores obras el monólogo Sólo para mujeres (1913); Canción de cuna (1911), llevada al cine por Mitchell Leisen y José Luis Garci; La sombra del padre (1909); Primavera en otoño (1911), Mamá (1913) y El reino de Dios (1916), drama este último en el que, sin abandonar el modo psicológico y sentimental que caracteriza toda su obra, intenta dar significación social y revolucionaria al tema de la caridad cristiana.
Aparte, entre los libretos para obras musicales, destacan: Las golondrinas, zarzuela (luego ópera) y La llama (ópera), ambas con música de José María Usandizaga; las óperas de Joaquín Turina Margot y Jardín de Oriente y los ballets de Manuel de Falla El amor brujo y El corregidor y la molinera.
Durante su estancia en Barcelona, fueron apoyados por Santiago Rusiñol, con quien colaboraron en diversas obras firmadas conjuntamente y estrenadas en catalán (así, Ocells de pas, drama de Martínez Sierra y Rusiñol, basada en  Saltimbanquis, publicada tres años antes por Martínez Sierra).
Al hablar de todas estas obras hay que considerar una vez más que muchas de ellas estuvieron escritas en colaboración con o exclusivamente por su esposa María Lejárraga. En la mayoría, la intervención de ella era mucho mayor, cuando no la única; ella misma a su marido simplemente buenos consejos, ideas y sugerencias. Sin embargo, el buen hacer y la maestría de Gregorio en el campo de la dirección escénica y empresarial son indiscutibles.

## Filmografía
Director y guionista
- Canción de cuna (1941)
- Tú eres la paz (1942)
- Los hombres las prefieren viudas (1943)

Guionista
- La novia de la Marina (1948)

## Obras publicadas (incluye aquellas escritas porMaría Martínez Sierra)
- El poema del trabajo (1898)
- Diálogos fantásticos (1899)
- Flores de escarcha (1900)
- Almas ausentes (1900)
- Horas de sol (1901)
- Pascua florida (1903)
- Sol de tarde (1904)
- La humilde verdad (1905)
- La tristeza del Quixote (1905)
- Teatro de ensueño (1905)
- Motivos (1905)
- Tú eres la paz (1906)
- La feria de Neuilly (1907)
- Aldea ilusoria (1907)
- La casa de la primavera (1907)
- Aventura (1907)
- Beata primavera (1908)
- El peregrino ilusionado (1908)
- Torre de marfil (1908)
- Juventud, divino tesoro (1908)
- Vida y dulzura (1908)
- Hechizo de amor (1908)
- La selva muda (1909)
- El agua dormida (1909)
- La sombra del padre (1909)
- El ama de casa (1910)
- El amor catedrático (1910)
- Todo es uno y lo mismo (1910)
- Lirio entre espinas (1911)
- Primavera en otoño (1911)
- Canción de cuna (1911)
- El palacio triste (1911)

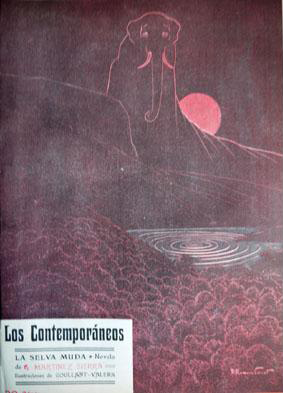
La selva muda (1909). Portada de Romero Calvet.

- La suerte de Isabelita (Zarzuela con música de Rafael Calleja y Gerónimo Giménez) (1911)
- La familia real (Opereta con música de Rafael Calleja y Gerónimo Giménez)) (1911)
- El pobrecito Juan (1912)
- Mamá (1913)
- Las golondrinas (1913)
- Madame Pepita (1913)
- El enamorado (1913)
- Sólo para mujeres (1913)
- Madrigal (1913)
- Los pastores (1913)
- La vida inquieta (1913)
- La Tirana (1913)
- Margot (1913)
- La mujer del héroe (1914)
- La pasión (1914)
- Los románticos (1914)
- Amanecer (1915)
- El amor brujo (1915)
- El Reino de Dios (1916)
- El diablo se ríe (1916)
- Abril melancólico (1916)
- Cartas a las mujeres de España (1916)
- Para hacerse amar locamente (1916)
- Navidad (1916)
- Feminismo, feminidad, españolismo (1917)
- La adúltera penitente (1917)
- La llama (1918)
- Calendario espiritual (1918)
- Cristo niño (1918)
- Rosina es frágil (1918)
- Cada uno y su vida (1919)
- El corazón ciego (1919)
- Fuente serena (1919)
- La mujer moderna (1920)
- Sueños de una noche de agosto (1920)
- Granada (1920)
- Don Juan de España (1921)
- Kodak romántico (1921)
- El Ideal (1921)
- Viaje a la isla de los animales (Teatro de los niños, 1922)
- Mujer (1925)
- Rosas mustias (1926)
- Seamos felices (1929)
- Triángulo (1930)
- La hora del diablo (1930)
- Eva curiosa (1930)
- Nuevas cartas a las mujeres (1932)
- Cartas a las mujeres de América (1941)

## Presencia de Gregorio Martínez Sierra en la cultura posterior
Dentro de las producciones teatrales del Centro Dramático Nacional dedicadas a revisar y reivindicar a autoras modernas, en Firmado Lejárraga (2019, escrita por Vanessa Monfort, dirigida por Miguel Ángel Lamata y documentada por Carmela Nogales), y Elena Fortún (2020, escrita y dirigida por María Folguera) Gregorio Martínez Sierra aparece como personaje secundario de relevancia, dinamizador de la vida cultural madrileña y española del momento e influencia de importancia en la construcción identitaria de las protagonistas. En estas producciones fue interpretado por Eduardo Noriega y Miguel Ángel Muñoz en Firmado Lejárraga y por Luis Moreno en Elena Fortún.